# باب بارنا
باب بارنا (بالإنجليزية: Babe Barna) هو لاعب كرة قاعدة أمريكي، ولد في 2 مارس 1915 في كلاركسبورغ في الولايات المتحدة، وتوفي في 18 مايو 1972 في تشارلستون في الولايات المتحدة.

## وصلات خارجية
- باب بارنا على موقعبيزبول رفرنس.كوم (الدوري الرئيسي) (الإنجليزية)
- باب بارنا على موقعبيزبول رفرنس.كوم (الدوري الثانوي) (الإنجليزية)
- باب بارنا على موقع جمعية أبحاث البيسبول الأمريكية (الإنجليزية)